# Alapszókincs
Az alapszókincs vagy alapszókészlet egy nyelv szókincsének az a része, amely a nyelv legősibb korszakából származik (alapnyelvi eredetű szavak vagy igen régi jövevényszavak), köznapi fogalmakat fejez ki, a nyelvközösség minden tagja ismeri a jelentését, és amelyek származékaiból gyakran nagyobb szócsaládok keletkeznek. Nyelvek rokonságának vizsgálatakor a szókincsnek ezt a részét szokták elsősorban figyelembe venni.
Ezek közé tartozik az alábbiak elnevezése:
- alapvető cselekvések[1]
- alapvető testrészek[1]
- természeti tárgyak, jelenségek[1]
- egyszerű számnevek[1]
- névmások[1]
- rokoni megnevezések[1]
- időbeli és térbeli viszonyítószavak.

Ellentéte a peremszókincs vagy kiegészítő szókészlet.